# N28 (Luxemburg)
De N28 (Luxemburgs: Nationalstrooss 28) is een nationale weg in Luxemburg die Sandweiler met Bous verbindt. De route heeft een lengte van ongeveer 11 kilometer.
In tegenstelling tot veel wegen eindigt de N28 niet bij een treinstation of ander genummerde weg maar op een lokaal kruispunt Rue de Luxembourg. Over Rue de Luxembourg ging voorheen wel een wegnummer, maar tegenwoordig niet meer. De N28 ligt vrijwel parallel aan de N2.
N1 ·
N2 ·
N3 ·
N4 ·
N5 ·
N6 ·
N7 ·
N8 ·
N10 ·
N11 ·
N12 ·
N13 ·
N14 ·
N15 ·
N16 ·
N17 ·
N18 ·
N19 ·
N20 ·
N21 ·
N22 ·
N23 ·
N24 ·
N25 ·
N26 ·
N27 ·
N28 ·
N31 ·
N32 ·
N33 ·
N34 ·
N35 ·
N37 ·
N38
N50 ·
N51 ·
N52 ·
N53 ·
N55 ·
N56 ·
N57